# Реј Миланд
Реј Миланд (енгл. Ray Milland; 3. јануар 1907 — 10. март 1986), рођен као Алфред Реџиналд Џоунс (енгл. Alfred Reginald Jones), био је америчко-велшки глумац.

## Филмографија
| Улоге Реја Миланда |                                              |               |                  |          |
| Година             | Српски назив                                 | Изворни назив | Улога            | Напомена |
| 1942.              | Пожањи дивљи ветар                           |               | Стивен Толивер   |          |
| 1945.              | Изгубљени викенд                             |               | Дон Бирнам       |          |
| 1954.              | Позови М ради убиства                        |               | Тони Вендис      |          |
| 1962.              | Прерани погреб                               |               | Гај Карел        |          |
| 1970.              | Љубавна прича                                | Love Story    | Оливер Барет III |          |
| 1976.              | Погледајте шта се десило са Розмарином бебом |               | Роман Кастевет   |          |